# Émile Boutmy
Émile Boutmy (París, 13 de abril de 1835 -25 de enero de 1906) fue un escritor y politólogo francés. Asociado a la constitución de la ciencia política, fue el fundador de la Escuela libre de las Ciencias Políticas, más conocida por el nombre de Ciencias Po.

## Biografía
Después de estudiar en los colegios Henri IV y Louis-le-Grand, estudia derecho y obtiene el  doctorado. Da clases de Derecho Público de 1867 a 1870, y de Historia Comparada de las Civilizaciones, así como de Arquitectura en la Escuela especial de Arquitectura en París. 
Se daba cuenta de la grave ignorancia que existía de manera generalizada en torno a las cuestiones políticas y funda con René Stourm en 1872 la Escuela de Ciencias Políticas rodeándose de un grupo de universitarios e industriales como Hippolyte Taine, Ernest Renan, Albert Sorel y Paul Beaulieu. Enseña historia Constitucional de Inglaterra, Francia y los Estados Unidos de 1873 a 1890 y fue nombrado director de la escuela desde su fundación hasta su muerte en 1906. 
En 1879, es elegido miembro de la Academia de las Ciencias Morales y Políticas. A finales de los años 1880, sigue defendiendo la autonomía de las Ciencias Políticas a las que considera «en gran mayoría experimentales e inductivas». Entre tanto, Claude Bufnoir, catedrático de universidad, hace hincapié en la relación que éstas tienen con el Derecho Público. 
El principal anfiteatro del Instituto de Estudios Políticos de París, inaugurado en 1936, lleva su nombre.

## Cita
Después de la Comuna de París:

Nos sorprendió la ignorancia con que la opinión pública se había pronunciado sobre tan grandes aventuras. Nos preguntamos si no era posible hacer entender a la generación que crece la complejidad y la dificultad de las cuestiones políticas.